# Perdita brevicornis
Perdita brevicornis is een vliesvleugelig insect uit de familie Andrenidae. De wetenschappelijke naam van de soort is voor het eerst geldig gepubliceerd in 1980 door Timberlake.